# Karl Bülowius
Karl Bülowius (* 2. März 1890 in Königsberg; † 27. März 1945 im Coffee County, Tennessee, USA) war ein deutscher Offizier, zuletzt im Rang eines Generalleutnants.

## Leben
Bülowius diente als Offizier im Ersten Weltkrieg. Nach Ende des Krieges wechselte er in die Reichswehr und wirkte als Kommandeur in verschiedenen Einheiten. In der Wehrmacht diente er im Zweiten Weltkrieg als Armee-Pionierführer in der 8. Armee und in der Panzerarmee Afrika. Bülowius kam in Afrika in US-amerikanische Kriegsgefangenschaft. Er starb in den USA im Camp Forest Hospital in Tennessee infolge Suizid.

## Auszeichnungen
- Eisernes Kreuz (1914) II. und I. Klasse
- Deutsches Kreuz in Silber am 30. November 1942